# Naturumlaufverdampfer

Arbeitsprinzip eines Naturumlaufverdampfers

Ein Naturumlaufverdampfer oder Selbstumlaufverdampfer ist ein Verdampfer, dessen Umlauf ohne Umwälzpumpe durch natürliche Konvektion aufgrund von Blasenbildung erzeugt wird. Er findet meistens in der Rektifikation Anwendung. In der Zuckerindustrie werden Naturumlaufverdampfer zum Eindampfen der zuckerhaltigen Säfte verwendet.

## Prinzip
Durch die Übertragung von Wärme bilden sich Blasen in der Flüssigkeit, wenn diese verdampft. Die Blasen erzeugen einen Auftrieb, der die Flüssigkeit nach oben fördert. Der Auftrieb entsteht dadurch, dass die mittlere Dichte des Dampf/Flüssigkeitsgemisches niedriger ist als die der reinen Flüssigkeit. Durch diesen Mechanismus entsteht ein Umlaufstrom, der stets frische Flüssigkeit in den Verdampfer fördert, ohne dass wie beim Zwangsumlaufverdampfer eine Pumpe erforderlich ist, was eine Einsparung in den Investitions- und Betriebskosten bedeutet. Je niedriger die Viskosität der zu verdampfenden Flüssigkeit ist, desto besser ist die Umwälzung.
Damit ein Naturumlaufverdampfer richtig funktioniert, ist eine bestimmte Eintauchtiefe H1 erforderlich. Der hydrostatische Druck, der sich aus dieser Höhe mit der Dichte der reinen Flüssigkeit ergibt, muss höher sein als der hydrostatische Druck der Säule H2 und der mittleren Dichte des Gemisches.

## Anwendungsbereich
Naturumlaufverdampfer werden ab Drücken von ca. 300 mbarabs eingesetzt und sind insbesondere im Überdruckbereich einsetzbar. Entscheidend ist neben der Tauchtiefe, dass sich Blasen bilden können. Wenn der hydrostatische Druck den Dampfdruck der Flüssigkeit bei der gegebenen Temperatur überschreitet, kann diese nicht verdampfen und es bilden sich keine Blasen. Der Umlauf funktioniert dann nicht. Dies kann insbesondere bei höherem Vakuum passieren. Auch eine zu niedrigere Temperaturdifferenz zwischen Beheizungs- und Verdampfungsseite kann die Blasenbildung behindern.